# Giovanni Bosi
Giovanni Bosi (Faenza, 1º ottobre 1969) è un allenatore di calcio ed ex calciatore italiano, di ruolo centrocampista, tecnico della Primavera dell'Atalanta.

## Carriera

### Giocatore
Cresciuto nel Cesena, nel 1989 viene ceduto al Modena in Serie C1 dove alla prima stagione contribuisce alla promozione Serie B, rimanendo poi in gialloblu per altre due stagioni.
Nel 1992 si trasferisce all'Ascoli dove gioca da titolare tre anni in Serie B. Nel 1995 passa al Bologna che aiuta a salire in Serie A, prima di fare ritorno a Cesena (nuovamente in Serie B).
Successivamente farà due esperienze in Serie C1: per alcuni mesi di nuovo ad Ascoli e poi alla Pistoiese. Nel 1998 passa al Treviso dove gioca tre stagioni in Serie B ed una in Serie C1, prima di chiudere la carriera in due squadre romagnole: Faenza in Serie D e Forlì in Serie C2.
Complessivamente ha totalizzato 328 presenze (con 5 reti) in Serie B.

### Allenatore
Il 20 giugno 2005 ritorna al Treviso come allenatore nel settore giovanile. Il 21 febbraio 2006 con il passaggio di Diego Bortoluzzi alla guida della prima squadra, è promosso ad allenatore della Primavera. Nella stagione seguente guida fino ai quarti di finale del campionato primavera. Il 12 luglio 2009 in seguito al fallimento della società, rimane svincolato.
Il 23 settembre viene nominato nuovo allenatore del Pordenone che milita in Serie D, in sostituzione dell'esonerato Massimo Pavanel. Chiude il campionato al 7º posto. Il secondo anno lo chiude al 10º posto.
Il 18 marzo 2013 ritorna al Treviso in Lega Pro Prima Divisione ma questa volta in qualità di allenatore della prima squadra, in seguito all'esonero di Gennaro Ruotolo. Non riesce a evitare la retrocessione in Lega Pro Seconda Divisione della compagine trevigiana.
Il 18 giugno seguente diventa il tecnico della formazione Primavera del Palermo, coadiuvato da Francesco Libro come vice; il suo staff è completato dai confermati Vincenzo Sicignano come allenatore dei portieri e Francesco Sicari in qualità di preparatore atletico. Nello stesso periodo è anche collaboratore di Renzo Ulivieri al settore tecnico di Coverciano. È confermato nel ruolo per la stagione 2014-2015. Durante la sua avventura sulla panchina rosanero, porta la squadra ogni anno alla fase finale dove raggiunge le semifinali del Torneo di Viareggio 2014. Riesce a valorizzare diversi giocatori siciliani come: Simone Lo Faso, Accursio Bentivegna, Antonino La Gumina, Giuseppe Pezzella, Luca Fiordilino, Roberto Pirrello e Fabrizio Alastra. Il 24 gennaio 2016 siede per la prima volta in panchina della prima squadra ufficialmente come allenatore, a causa del mancato transfer del tecnico rosanero Guillermo Barros Schelotto, che va in panchina in qualità di direttore tecnico. Il Palermo vincerà per 4-1 contro l'Udinese. Il giorno seguente viene scelto Giovanni Tedesco per sedersi sulla panchina per il prossimo incontro, visto ancora il mancato via libera per il tecnico argentino di guidare i suoi uomini. Il 10 febbraio viene nominato ufficialmente primo allenatore della squadra rosanero in quanto la UEFA non ha riconosciuto la validità del patentino da allenatore di Schelotto; il suo vice è proprio Tedesco, che aveva già guidato la squadra nelle precedenti 3 gare in virtù della non ufficialità del tecnico argentino. Dopo soli 5 giorni da tecnico, viene sollevato dall'incarico all'indomani della sconfitta casalinga per 1-3 contro il Torino e sostituito da Giuseppe Iachini, che era stato allenatore della squadra fino alla 12ª gara di campionato. Ritorna così alla guida della Primavera venendo eliminato in finale dalla Juventus al Torneo di Viareggio e ai quarti di campionato dall'Inter. Il 16 giugno rinnova il proprio contratto fino al 2017.
Nell'estate del 2017 diventa allenatore dell'Under-17 dell'Atalanta.

## Statistiche

### Statistiche da allenatore
Statistiche aggiornate al 15 febbraio 2016.
| Stagione         | Squadra          | Campionato       | Campionato | Campionato | Campionato | Campionato | Coppe nazionali | Coppe nazionali | Coppe nazionali | Coppe nazionali | Coppe nazionali | Coppe continentali | Coppe continentali | Coppe continentali | Coppe continentali | Coppe continentali | Altre coppe | Altre coppe | Altre coppe | Altre coppe | Altre coppe | Totale | Totale | Totale | Totale | % Vittorie | Piazzamento       |
| Stagione         | Squadra          | Comp             | G          | V          | N          | P          | Comp            | G               | V               | N               | P               | Comp               | G                  | V                  | N                  | P                  | Comp        | G           | V           | N           | P           | G      | V      | N      | P      | %          | Piazzamento       |
| ---------------- | ---------------- | ---------------- | ---------- | ---------- | ---------- | ---------- | --------------- | --------------- | --------------- | --------------- | --------------- | ------------------ | ------------------ | ------------------ | ------------------ | ------------------ | ----------- | ----------- | ----------- | ----------- | ----------- | ------ | ------ | ------ | ------ | ---------- | ----------------- |
| set. 2009-2010   | Pordenone        | D                | 34         | 14         | 15         | 5          | CI-D            | 4               | 1               | 2               | 1               | -                  | -                  | -                  | -                  | -                  | -           | -           | -           | -           | -           | 38     | 15     | 17     | 6      | 39,47      | Sub., 7º          |
| 2010-2011        | Pordenone        | D                | 34         | 11         | 9          | 14         | CI-D            | 3               | 1               | 1               | 1               | -                  | -                  | -                  | -                  | -                  | -           | -           | -           | -           | -           | 37     | 12     | 10     | 15     | 32,43      | 10º               |
| Totale Pordenone | Totale Pordenone | Totale Pordenone | 68         | 25         | 24         | 19         |                 | 7               | 2               | 3               | 2               |                    | -                  | -                  | -                  | -                  |             | -           | -           | -           | -           | 75     | 27     | 27     | 21     | 36,00      |                   |
| mar.-giu. 2013   | Treviso          | 1D               | 6          | 2          | 1          | 3          | CI+CI-LP        | -               | -               | -               | -               | -                  | -                  | -                  | -                  | -                  | -           | -           | -           | -           | -           | 6      | 2      | 1      | 3      | 33,33      | Sub., 17º (retr.) |
| gen.-mar. 2016   | Palermo          | A                | 2          | 1          | 0          | 1          | CI              | -               | -               | -               | -               | -                  | -                  | -                  | -                  | -                  | -           | -           | -           | -           | -           | 2      | 1      | 0      | 1      | 50,00      | Ad interim        |
| Totale carriera  | Totale carriera  | Totale carriera  | 76         | 28         | 25         | 23         |                 | 7               | 2               | 3               | 2               |                    | -                  | -                  | -                  | -                  |             | -           | -           | -           | -           | 83     | 30     | 28     | 25     | 36,14      |                   |

## Palmarès

### Giocatore

#### Competizioni nazionali
- Serie C1: 1

Modena: 1989-1990
- Campionato italiano di Serie B: 1

Bologna: 1995-1996

### Allenatore

#### Competizioni giovanili
- Torneo Città di Arco: 1

Atalanta: 2019